# 牛顿望远镜

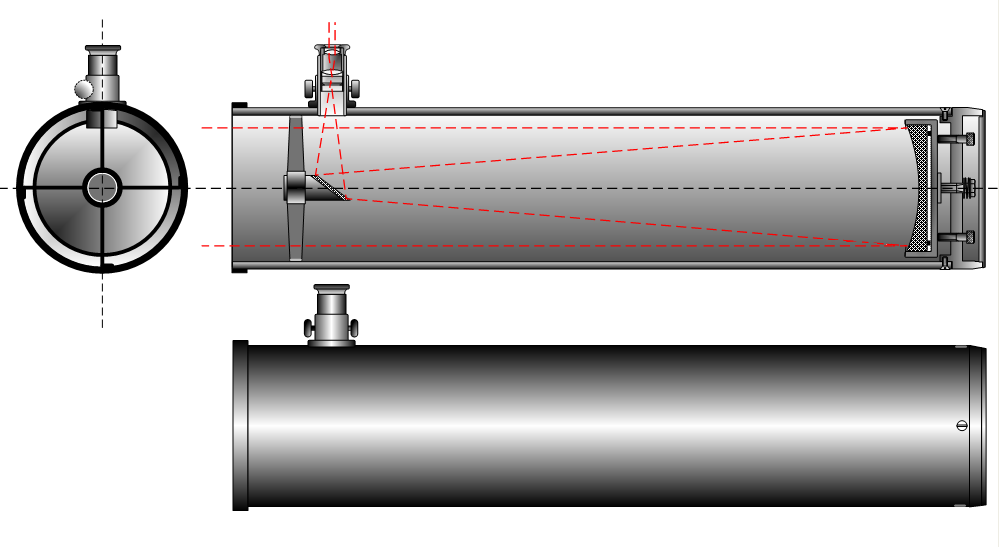
牛頓望遠鏡

牛頓望遠鏡(Newtonian telescope)是英國天文學家艾薩克·牛頓（1643-1727）發明的反射望遠鏡，主鏡使用球面鏡，第二反射鏡是平面的對角反射鏡。

## 牛頓式設計的優點
- 與其他形式望遠鏡比較，無論口徑大小，在品質相當的情況下，牛頓式總是比較便宜。
- 由於光線無須穿透物鏡（他只從鏡子的表面反射），所以不需要特別的玻璃，材料只需要能掌握住正確的形狀。
- 因為只需要處理一個表面（折射鏡通常需要處理四個表面），因此非常適合非專業人士自製屬於個人的樣式。業餘天文學家自製的杜布森望遠鏡多屬此型望遠鏡。
- 短的焦比可以更容易的獲得較大的視野。
- 長焦距的牛頓式望遠鏡可以獲得卓越的行星外觀。
- 沒有凸透鏡造成的色差。
- 目鏡的位置在望遠鏡統前端，與短焦比結合可以使用短而緊湊的架台系統，減少費用和增加便利性。

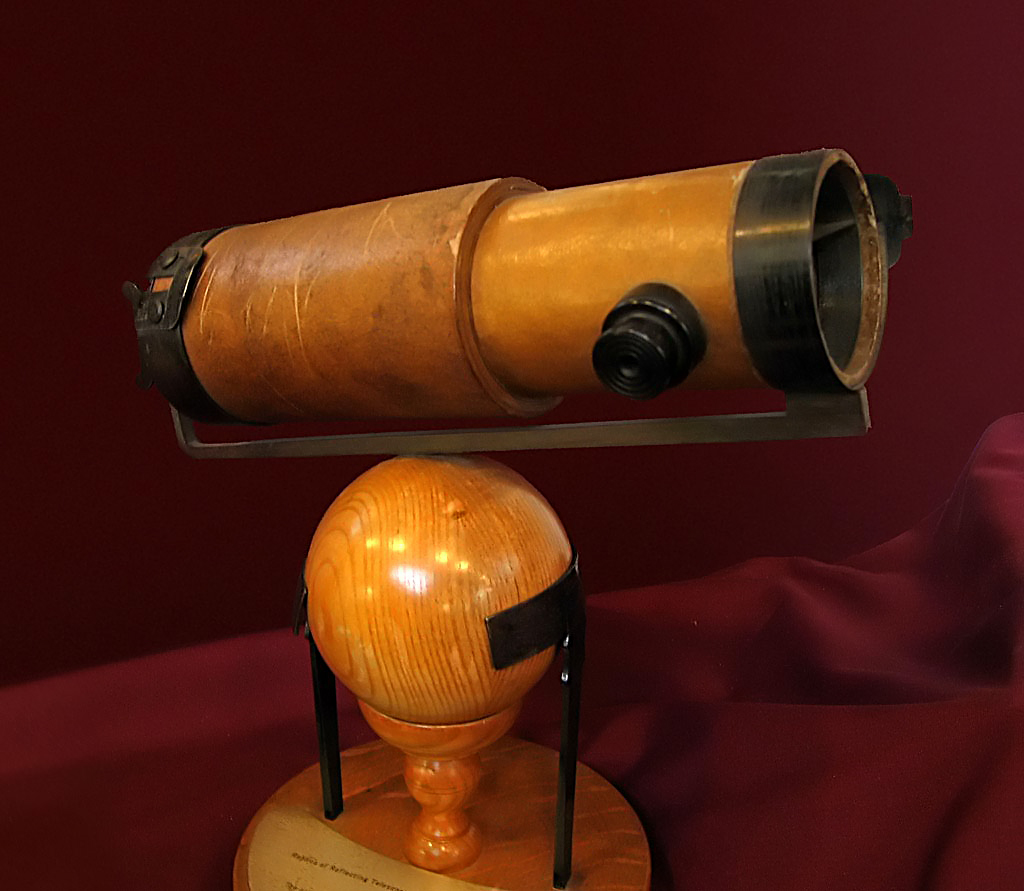
牛頓的第一架六吋鏡複製品。

## 牛頓式設計的缺點
- 容易產生彗形像差，造成影樣偏離軸心擴散的變形現象。這種擴散在光軸上為零，隨著鏡子的視域呈線性的增加，也與焦距除以口徑的商（焦比）的平方反比來擴散。彗形像差的型式通常是 3θ/16F ² ，此處的θ是軸到圖像的角度，F是焦比。通常在焦比大於f/6的系統，彗形像差已經可以忽略掉，不會影響目視或攝影的結果。焦比小於f/4的系統，雖然不能忽視彗形像差，但可以藉由廣視野和低倍率成像來避免。商業用的透鏡也可以用在修正牛頓主鏡的彗形像差上，讓影像恢復原有的明銳。

- 第二反射鏡在光路的中間，會遮蔽掉部分的光線，支撐結構還會造成繞射形成所謂的蜘蛛網，並且降低對比。使用二或三支腳的支撐可以減少視覺上的蜘蛛網。減少繞射的肩峰值強度更可以以四的因次有效的增強對比，但圓形的蜘蛛網通常是因支撐不穩，而由風造成擺動形成的懲罰。雖然四隻腳的支撐能比三隻腳更有效的消除蜘蛛網，但三支腳造成的蜘蛛網會給人一種審美上的良好觀感。

- 可攜式牛頓式的校準是個問題。主鏡和次鏡的準直性會因為運輸和操作時的震動而偏離，這意味著望遠鏡可能在每次使用前都需要校準。其他型式的設計，像折光鏡和折反射鏡（尤其是馬克蘇托夫蓋塞格林式），準直性都已經固定住了。